# Доскоч Анжела Альфредівна
Анжела Альфредівна Доскоч (нар. 10 червня 1975, м. Вижниця) — українська диригентка, педагогиня. 
Художня керівниця Народної хорової капели «Зоринка», директорка «Дитячої хорової школи „Зоринка“ імені Ізидора Доскоча» (м. Тернопіль.

## Біографія
Народилася 10 червня 1975 року в м. Вижниця Чернівецької області України.
Закінчила музично-педагогічний факультет Тернопільського державного педагогічного університету (1997).
Працювала керівницею гуртка музично-хорової студії Центру дитячої творчості м. Тернополя, навчаючись на 2-му курсі музично-педагогічного факультету Тернопільського державного педагогічного інституту (1993).
Від 1996 — працює у дитячій хоровій школі «Зоринка» м. Тернополя заступницею директора з навчально-виховної роботи, викладачкою вокально-хорових дисциплін та викладачкою по класу сопілки, від 1999 — керівниця Народної хорової капели «Зоринка», а з 2017 року — директорка дитячої хорової школи «Зоринка» імені Ізидора Доскоча.

## Творча діяльність
Авторка методичних, дидактичних та ілюстративних матеріалів для підручників з християнської етики, виданих Національним університетом «Острозька академія».
Із Народною хоровою капелою «Зоринка» провела ряд майстер-класів у вищих та середніх музичних навчальних закладах України (Дрогобич, Чернівці, Івано-Франківськ, Львів, Тернопіль, Чортків).
У 2002 році Міністерством освіти України на базі Дитячої хорової школи «Зоринка» було проведено Всеукраїнську хорову асамблею для керівників хорових колективів України.

## Відзнаки та звання
- Грамота Тернопільської міської ради (2000)
- Спеціальний диплом «Кращий диригент Міжнародного хорового конкурсу» (Угорщина, 2006)[1]
- Грамоти управління освіти Тернопільської міської ради (2000, 2003, 2004)
- Грамота Тернопільської обласної державної адміністрації (2002, 2006, 2008 рр.)
- Грамота Міністерства освіти і науки України (2005)
- Відзнака Тернопільської міської ради ІІІ-го ступеня (2005)
- Почесна відзнака Міністерства України у справах сім'ї, молоді та спорту (2008)
- Грамота управління освіти і науки Тернопільської ОДА (2009, 2012)
- Подяка Міського Голови Тернопільської міської ради (2009 р.)
- Звання «Заслужений працівник освіти України» (Київ, 2016).
  - Лауреатка Всеукраїнського конкурсу хорових колективів імені М. Леонтовича(Київ, 1993)
  - ІІ місце (у двох номінаціях) у Першому міжнародному конкурсі хорових колективів ім. Й. Брамса (Німеччина)
  - дві срібні та одна бронзова медалі на Першій Всесвітній хоровій олімпіаді (Австрія, 2000)
  - перша премія 4-го Міжнародного конкурсу дитячих хорових колективів «Артеківські зорі» (АР Крим, 2001)
  - Перша премія 22-го Міжнародного хорового фестивалю імені Б. Бартока (м. Дебрецен, Угорщина, 2006)
  - гран-прі І Всеукраїнського хорового фестивалю «Співає юність України»(2004)
  - володарка другої премії 28-ого Міжнародного хорового конкурсу імені Г. Дімітрова (Болгарія, 2005)
  - лауреатка Міжнародного хорового фестивалю «Краківські зустрічі з церковною музикою» (Польща, 2005)
  - лауреатка першого ступеня IV-го Міжнародного Павловського фестивалю ім. М. І. Глінки (Росія, 2009)
  - володарка першої премії ХХХІІ-го Міжнародного фестивалю церковної музики «Гайнівка 2013» (Польща) та інших фестивалів.